# Loxostege seriziati
Loxostege seriziati is een vlinder uit de familie van de grasmotten (Crambidae). De wetenschappelijke naam van deze soort is voor het eerst voorgesteld als Botys seriziati door Otto Staudinger in een publicatie uit 1892.
De soort komt voor in Algerije.